# Marc Lasry
Marc Lasry (23 de setembro de 1959) é um empresário bilionário e administrador de fundos de cobertura. Ele é o co-fundador e CEO da Avenue Capital Group e o co-proprietário da equipe da NBA, Milwaukee Bucks.

## Infância e educação
Lasry nasceu em Marrakech em uma família de judeus marroquinos. Quando ele tinha sete anos de idade, ele e sua família imigraram para os Estados Unidos. Seu pai, Moise, era programador de computadores e sua mãe, Elise, professora primária. Lasry cresceu em West Hartford, Connecticut, e recebeu um BA em história pela Clark University em 1981 e um JD pela New York Law School em 1984. Enquanto estava na faculdade de direito, ele trabalhou como escrivão para o juiz-chefe de falências do Distrito Sul de Nova York, Edward Ryan.

## Carreira
Depois de se formar na faculdade de direito, Lasry assumiu um cargo na agência de falências do escritório de advocacia Angel & Frankel. Junto com sua irmã Sonia Gardner, eles fundaram a Amroc Investments em 1989 e o Avenue Capital Group em 1995. Um ano depois, Lasry tornou-se diretor do departamento de dívida privada da empresa de investimentos R.D. Smith, agora Smith Vasillou Management. Foi aqui que Lasry se envolveu pela primeira vez em reivindicações comerciais. Em seguida, ele assumiu o cargo de Co-Diretor do Departamento de Falências e Reorganização Corporativa da Cowen & Company.  Lá Lasry recrutou sua irmã Sonia Gardner, também advogada, para auxiliar no departamento de reclamações comerciais da empresa.  Lasry deixou a Cowen & Company e se juntou ao Robert M. Bass Group, uma empresa focada em investimentos em segurança em dificuldades.
Em 1989, Lasry e sua irmã fundaram a empresa Amroc Investments com US $ 100 milhões em capital inicial de vários investidores. A Amroc comprou créditos comerciais e dívidas bancárias detidas por fornecedores de empresas falidas e / ou em dificuldades. Em 1995, Lasry e Gardner investiram US $ 7 milhões de seu próprio capital e fundaram o Avenue Capital Group, que inicialmente se concentrou em dívidas inadimplentes e situações especiais, principalmente nos Estados Unidos. Os sócios expandiram com sucesso o foco de investimento da empresa na Europa e na Ásia. Os dois continuaram a construir seu fundo de cobertura, que tinha até US $ 11 bilhões em ativos sob gestão.
Em 2013, Lasry foi considerado para o cargo de embaixador dos Estados Unidos na França, mas recusou por motivos comerciais. Em 2014, a Forbes listou Lasry como um dos 25 gestores de fundos de cobertura de maior renda em 2013, com lucro total de US $ 280 milhões.
Em abril de 2014, Lasry tornou-se co-proprietário do Milwaukee Bucks da NBA após comprar a equipe de Herb Kohl por US $ 550 milhões. Após a eleição de 2016 nos EUA, o Milwaukee Bucks se tornou uma das três equipes da NBA a declarar abertamente que não ficariam em hotéis da marca Trump quando estivessem em trânsito.

## Filantropia
Em 2004, Lasry e sua esposa contribuíram com apoio para a Universidade da Pensilvânia e co-presidiram o Comitê de Liderança de Pais da Penn. Em 2005, eles doaram US $ 5 milhões para a Clark University para a construção do "Cathy '83 and Marc '81 Lasry Center for Bioscience".
Lasry atuou como diretor da 92nd Street Y e do Big Apple Circus e foi curador do Mount Sinai Hospital em Manhattan.
Em janeiro de 2016, Lasry participou do "Portfolios with Purpose", um concurso anual de seleção de ações em que os participantes escolhem carteiras em nome de suas instituições de caridade favoritas. Lasry renunciou ao conselho da The Weinstein Company junto com outros membros do conselho Dirk Edward Ziff e Tim Sarnoff, depois que as alegações de agressão sexual foram reveladas.

## Vida pessoal
Lasry é casado com Cathy Cohen e eles têm cinco filhos. O filho deles, Alex, trabalhava para a assessora sênior da Casa Branca, Valerie Jarrett . Em fevereiro de 2021, Alex Lasry anunciou que concorreria à cadeira do Senado de Wisconsin em 2022 pelo partido democrata. A cadeira no Senado é atualmente ocupada pelo republicano Ron Johnson. A filha deles, Samantha, era funcionária do congressista Rahm Emanuel.
Lasry é membro da Kappa Beta Phi. Ele é um grande doador do Partido Democrata.
Em 2019, Lasry jogou na escalação "Away" durante o Celebrity Game do All-Star Game no Bojangles 'Coliseum em Charlotte, Carolina do Norte.